# Andrzej Legocki
Andrzej Bogusław Legocki (ur. 21 października 1939 w Rychwale) – polski naukowiec, biochemik, profesor nauk przyrodniczych, członek rzeczywisty Polskiej Akademii Nauk, w latach 2003–2006 prezes PAN.

## Życiorys

### Wykształcenie i działalność zawodowa
Edukację i działalność naukową związał z Poznaniem. Jest absolwentem I Liceum Ogólnokształcącego im. Karola Marcinkowskiego. W 1961 ukończył studia chemiczne na Wydziale Matematyczno-Fizyczno-Chemicznym Uniwersytetu Adama Mickiewicza. Był uczniem profesora Jerzego Pawełkiewicza. Po rocznym stażu w Herbapolu związał się zawodowo z Wyższą Szkołą Rolniczą w Poznaniu. W 1965 obronił doktorat, stopień doktora habilitowanego uzyskał w 1968. W 1977 otrzymał tytuł profesora nadzwyczajnego w zakresie nauk przyrodniczych. W 1985 został profesorem zwyczajnym.
W latach 1975–1988 kierował Zakładem Biosyntezy Białka w Katedrze Biochemii Akademii Rolniczej (przekształconej następnie w Uniwersytet Przyrodniczy) w Poznaniu. Związany również z Zakładem, a później Instytutem Chemii Bioorganicznej PAN. Kierował w nim Pracownią Inżynierii Genetycznej (od 1983), a następnie Pracownią Biologii Molekularnej Roślin (1988–2004). W latach 1988–2003 pełnił funkcję dyrektora IChB PAN. Za jego kadencji, w latach 1989-1993, wybudowana została nowa siedziba Instytutu i Ośrodka Nauki PAN w Poznaniu, w której w 1993 znalazło siedzibę afiliowane z instytutem Poznańskie Centrum Superkomputerowo-Sieciowe. Powoływany na przewodniczącego Rady Naukowej IChB.

### Działalność społeczna i w organizacjach naukowych
W latach 1993–2011 był członkiem Prezydium Polskiej Akademii Nauk, a w latach 2003–2006 zajmował stanowisko prezesa PAN. W latach 2007–2010 pełnił funkcję przewodniczącego Wydziału Nauk Biologicznych PAN. Wcześniej sprawował funkcje w Oddziale Poznańskim PAN jako wiceprezes (1990–1996) i prezes (1996–2002). W 1983 został członkiem Komitetu Biochemii i Biofizyki PAN (w latach 1987–1993 był jego przewodniczącym), a w 1992 członkiem Komitetu Biotechnologii (członek prezydium 1992–1998).
W latach 1982–1989 był członkiem zarządu International Society of Plant Molecular Biology. W latach 2003–2006 pełnił funkcję wiceprzewodniczącego European Academies’ Scientific Advisory Council oraz  współprzewodniczącym EU Technology Platform „Plants for the Future”. W latach 1996–1999 był współdyrektorem Polskiej Sieci Biologii Molekularnej i Komórkowej UNESCO/PAN. Uczestniczył w radach redakcyjnych periodyków „Plant Science” (1982–2007), „Acta Biochimica Polonica” (1980–2008), „The Plant Journal” (1991–1999), „Cellular and Molecular Biology” (1995–2008), „BioTechnologia” (od 2011).
Uzyskiwał członkostwo w następujących organizacjach naukowych:
- Polska Akademia Nauk: członek korespondent 1986, członek rzeczywisty 2002,
- Polska Akademia Umiejętności: członek korespondent 1996,
- Academia Europaea: 1994,
- European Molecular Biology Organization (EMBO): 2000,
- Europejska Akademia Nauki, Sztuki i Literatury (EAASH): 2003,
- Europejska Akademia Nauk i Sztuk Pięknych (EASA): 2004,
- ScanBalt Academy: 2004,
- Mongolska Akademia Nauk: 2005,
- Rosyjska Akademia Nauk Rolniczych: 2005.

Jest również kolekcjonerem sztuki współczesnej. W jego zbiorach znajdują się obrazy Jana Cybisa, Karola Larischa, Jana Szancenbacha i grafiki Tadeusza Kulisiewicza. Przyczynił się także do restytucji przedwojennej Fundacji Kórnickiej (zlikwidowanej w latach 50.), obejmując w niej funkcję przewodniczącego rady kuratorów. W 2002 stanął na czele rady Muzeum Narodowego w Poznaniu.

### Działalność naukowa
W swych badaniach zajmuje się biochemią i biologią molekularną roślin. Przeprowadzał pionierskie badania nad mechanizmami biosyntezy białka u roślin wyższych, ze szczególnym uwzględnieniem funkcji transferowych RNA i opracowaniem bezkomórkowego układu do translacji in vitro z zarodków pszenicy. Zajmuje się również badaniami struktury i funkcji genów roślinnych, wiązaniem azotu w procesie symbiozy roślin z bakteriami oraz transgenezą roślin.

## Odznaczenia i wyróżnienia

### Ordery i odznaczenia
- 1981 – Krzyż Kawalerski Orderu Odrodzenia Polski[5]
- 1999 – Krzyż Oficerski Orderu Odrodzenia Polski[5][10]
- 2004 – Order Honoru (Rosja)[11]
- 2012 – Krzyż Komandorski z Gwiazdą Orderu Odrodzenia Polski[12]

### Doktoratyhonoris causa
Tytuły doktora honoris causa przyznały mu:
- Akademia Rolnicza w Poznaniu (2002)[5],
- Szkoła Główna Gospodarstwa Wiejskiego w Warszawie (2003)[5],
- Uniwersytet Marii Curie-Skłodowskiej w Lublinie (2004)[13],
- Uniwersytet Szczeciński (2006)[5],
- Uniwersytet im. Adama Mickiewicza w Poznaniu (2022)[14][15].

### Nagrody i wyróżnienia
W 1993 otrzymał medal wojewody poznańskiego „Ad Perpetuam Rei Memoriam”, a w 2010 został wyróżniony przez poznańskie Towarzystwo im. Hipolita Cegielskiego statuetką Złotego Hipolita. 
W 2014 wyróżniony tytułem honorowego obywatela Poznania.